# Центар за културу Мајданпек
Центар за културу Мајданпек је јавна установа културе општине Мајданпек, основана је 26. марта 2003. године. 
Основана од стране Скупштине општине Мајданпек, чијом се делатношћу се обезбеђује задовољење потреба грађана и општег интереса у култури на подручју општине Мајданпек. Ова установа активно ради и на заштити културних добара, као и развоју културно уметничког стваралаштва.
Центар за културу Мајданпек обједињује:
- позориште,
- покретни биоскоп,
- галерију.

Своју делатност обавља на подручју насељених места: Мајданпек, Влаоле, Јасиково, Лесково, Дебели Луг, Рудна Глава и Црнајка.